# Jules Siber
Julius (Jules) Thomas Philipp Siber (* 30. Oktober 1871 in Dettelbach, Unterfranken; † 24. Mai 1943 in Berlin) war ein deutscher Jurist, Schriftsteller, Komponist und Violinist; er feierte als „deutscher Paganini“ und „Sonderling auf der Violine“ weltweite Erfolge.

## Leben
Siber wuchs als Sohn des Arztes Oskar Michael Siber († 1914) in Würzburg auf, studierte Rechtswissenschaften und Musik an der Ludwig-Maximilians-Universität München und wurde zum Dr. jur. promoviert. Als Musiker war er Schüler von Thompson, dem Geiger Felix Berber und dem Komponisten Max Reger. Auch beim Pianisten und Komponisten Max Meyer-Olbersleben muss er studiert haben, denn in der Festschrift zu dessen 70. Geburtstag spricht Siber ihm seinen Dank aus: Was ich Meyer-Olbersleben verdanke – Mein System, Geige zu spielen (1920).
Siber war um 1903 als Jurist Amtsgerichtssekretär in Freyung (Niederbayern) und machte dort die Bekanntschaft der kunstsinnigen Schriftstellerin Auguste Unertl (1864–1941), Ehefrau des Waldkirchner Marktsekretärs. Bei ihr lernte er auch den Lyriker Hans Carossa kennen, der Siber als „Doktor vom Amtsgericht mit Geigenkasten“ beschrieb, der „durch diese bürgerliche Existenz hindurch eine zweite, stärkere spüren ließ“. Um die Jahrhundertwende trat er wohl erstmals unter dem Künstlernamen Jules Siber öffentlich als Violinist auf. und machte schnell Weltkarriere. Er ging auf Orient-Tourneen, spielte 1908 in Bukarest vor Ministerpräsident Dimitrie Sturdza und Minister Petre S. Aurelian und sollte 1909 sogar vor dem rumänischen König Karl I. auftreten, berichtete am 3. Dezember 1908 der Waldkirchener Anzeiger. Auch der argentinische Staatspräsident José Figueroa Alcorta lud ihn zu einer Matinee. Er spielte vor den Königshäusern der Welt und versetzte ganze Menschenmassen in Ekstase. Doch nicht nur als Geigenvirtuose machte sich Siber einen Namen. Auch als Komponist populärer Stücke wie dem Hexentanz wurde er bekannt.
Auch als Schriftsteller hatte Siber großen Erfolg. Schon nach dem Erstlingswerk des „gottbegnadeten Musikers“ – Novellen, die ein Spielmann schrieb (1904) – bescheinigte ein Kritiker dem 32-jährigen Schriftsteller „außerordentliches Talent, echte dichterische Begeisterung und Gestaltungskraft“. In Frankreich freundete er sich mit dem norwegischen Schriftsteller Knut Hamsun an.
Die Zeitschrift Psyche schrieb ab Oktober 1921 in drei Teilen über ihn und sah in ihm die Reinkarnation von Paganini, wobei auch auf den engen Zusammenhang zwischen Dämonie und den „sexuellen Zwischenstufen“ eingegangen wird. Generell galt er seinerzeit als „wiederauferstandener Paganini zur Geige“.
Schon die Titel seiner schriftstellerischen Werke machen sein starkes Interesse an Okkultismus und der „Verstrickung von Künstlern in dunkle Mächte“ deutlich. Tatsächlich wirkte er später in esoterischen, vor allem theosophischen Kreisen und lieferte Beiträge für die Zeitschrift Hain der Isis.
Er war schon frühzeitig (1915) Mitglied im Wissenschaftlich-humanitären Komitees, das sich bereits seit 1897 für die Streichung des Paragraphen 175 und für das „dritte Geschlecht“ einsetzte. Auf seine Homosexualität verwies auch sein Buch Seelenwanderung (1914), das noch heute in dieser Szene bekannt ist. Siber zeigte sich zeitlebens als „freidenkend“ und „drückte sich zuweilen originell und drastisch“ aus. Heiner Dikreiter beschrieb ihn als „charakteristischen Musikerkopf mit den wirren, in die Stirn fallenden Haarsträhnen und der langen, leicht überhängenden Nase, dem schmallippigen Mund und den hochgezogenen Augenbrauen.“ – „Ein Sonderling war er, ein Einzelgänger, der dem behäbigen Bürger immer einen leisen Schreck einjagte“, meinte Dikreiter. Er war „ein Künstlermensch, der in keine Schablone passte, und der den Mut hatte, ein Eigener zu sein.“
Siber avancierte schließlich zum Professor am Stern’schen Konservatorium in Berlin und lebte in Berlin-Wilmersdorf. Dort verstarb er 1943, wurde aber im Familiengrab auf dem Hauptfriedhof Würzburg beigesetzt.

## Werke (Auswahl)
- Paganini, ein Roman von alten Göttern und Hexentänzen. Morawe und Scheffelt, Berlin 1920
- Der Antichrist. Roman. Morawe und Scheffelt, Berlin 1921
- Satan Triumphator. Ein Dante-Roman. Schack & Co., Berlin-Wilmersdorf 1922
- Incubus. ein okkulter Roman aus der Würzburger Hexenzeit. Drei-Zinnen-Verlag, Würzburg 1922
- Seelenwanderung. Musikerroman. Drescher, 1914 – Neuauflage: Bibliothek rosa Winkel, Band 57. Männerschwarm, Hamburg 2011, ISBN 978-3-939542-57-5
- Hofrat Prof. Max Meyer-Olbersleben, Festschrift zu seinem 70. Geburtstage. Nebst einem Anhang: Was ich Meyer-Olbersleben verdanke – Mein System, Geige zu spielen, Verlagsdruckerei, 1920
- Leitfaden des energetischen Violinspiels. Das Geheimnis Paganini’s in seiner Beleuchtung durch das System Energetos-Ritte. Fink, 1920
- Die große energetische Violin-Schule, mit besonderer Berücksichtigung des Paganinischen Problems. Schack, 1920
- Novellen, die ein Spielmann schrieb. Seitz und Schauer, München 1904
- Das Gastmahl der Schatten. Ein Chopin-Roman. Würzburg, Paul Scheiner Verlag 1937
- Wovon man nie spricht in der Virtuosenwelt. In: Geigenspiel-Rundschau, Fachzeitschrift für Geiger und Bratschisten, Nr. 24, S. 2832